# شهرستان نوژای-یورتوفسکی
شهرستان نوژای-یورتوفسکی (به لاتین: Nozhay-Yurtovsky District) یک منطقهٔ مسکونی در روسیه است که در چچن واقع شده‌است.